# Gujar Khan
Gujar Khan é uma cidade do Paquistão localizada na província de Punjab.